# Tim Hardaway Jr.

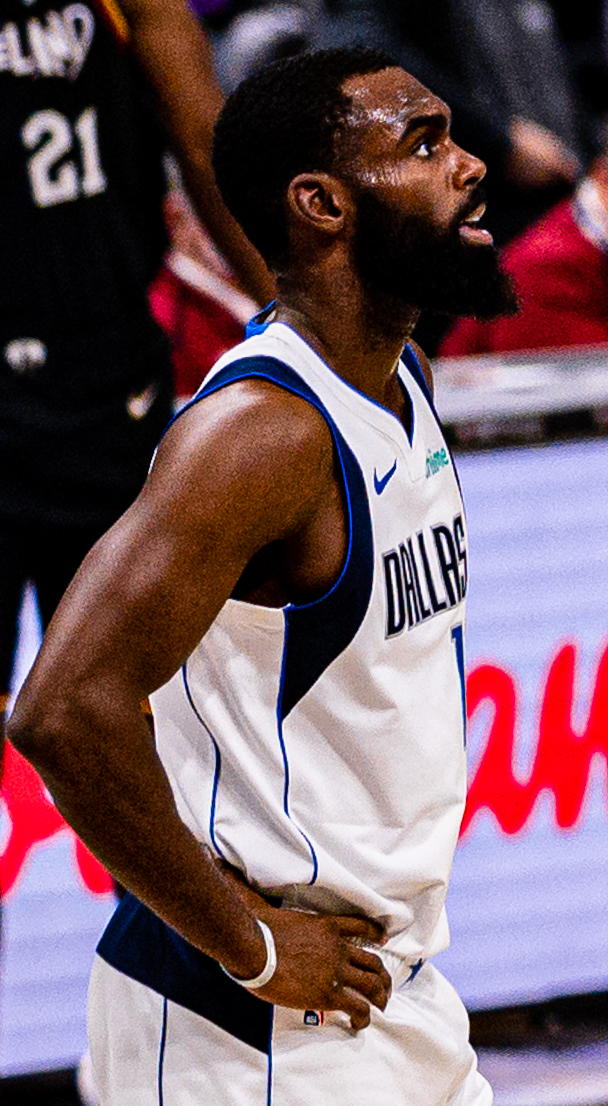
Tim Hardaway Jr., 2021.

Timothy Duane Hardaway Jr., född 16 mars 1992 i Alameda i Kalifornien, är en amerikansk professionell basketspelare (SF/SG) som spelar för Denver Nuggets i National Basketball Association (NBA). Han har tidigare spelat för New York Knicks, Atlanta Hawks, Dallas Mavericks och Detroit Pistons.
Hardaway draftades av New York Knicks i första rundan i 2013 års draft som 24:e spelare totalt.
Innan han blev proffs studerade Hardaway på University of Michigan och spelade för deras idrottsförening Michigan Wolverines.
Han är son till Tim Hardaway.